# Prescott, Arizona
Prescott (în limba limba yavapai: Wiikwasa Kasikita) este un oraș și sediulGR6 comitatului Comitatul Yavapai, Arizona, Statele Unite ale Americii. Populația orașului, care se găsește la circa 165 km (sau 102 de mile) sud-vest de Flagstaff, era de 41.528 de locuitori , conform estimării făcute de United States Census Bureau în anul 2006. GR6
Împreună cu orașele Prescott Valley (aflat la 7 mile est) și Chino Valley (16 mile nord) Prescott formează așa numita zonă "Tri-City", cum este cunoscută local. Populația combinată a zonei Tri-City, conform unei estimări din 2007, era de circa 122.000 de locuitori. Prescott este centrul zonei metropolitane cunoscută ca Prescott Metropolitan Area, definită de United States Census Bureau ca acoperind întreaga suprafață a Yavapai County.  În 2007, conform unei estimări a aceluiași USCB, întregul Comitat Yavapai avea 212.635 de locuitori făcând Prescott cea de-a treia zonă metropolitană a Arizonei, după Phoenix (4.2 milioane) și Tucson (1 milion).

## Istoric
Localitatea a fost fondată în 1864.

## Geografie

### Clima
| Date climatice pentru Prescott, Arizona (1981–2010 normals) | Date climatice pentru Prescott, Arizona (1981–2010 normals) | Date climatice pentru Prescott, Arizona (1981–2010 normals) | Date climatice pentru Prescott, Arizona (1981–2010 normals) | Date climatice pentru Prescott, Arizona (1981–2010 normals) | Date climatice pentru Prescott, Arizona (1981–2010 normals) | Date climatice pentru Prescott, Arizona (1981–2010 normals) | Date climatice pentru Prescott, Arizona (1981–2010 normals) | Date climatice pentru Prescott, Arizona (1981–2010 normals) | Date climatice pentru Prescott, Arizona (1981–2010 normals) | Date climatice pentru Prescott, Arizona (1981–2010 normals) | Date climatice pentru Prescott, Arizona (1981–2010 normals) | Date climatice pentru Prescott, Arizona (1981–2010 normals) | Date climatice pentru Prescott, Arizona (1981–2010 normals) |
| Luna                                                        | Ian                                                         | Feb                                                         | Mar                                                         | Apr                                                         | Mai                                                         | Iun                                                         | Iul                                                         | Aug                                                         | Sep                                                         | Oct                                                         | Nov                                                         | Dec                                                         | Anual                                                       |
| ----------------------------------------------------------- | ----------------------------------------------------------- | ----------------------------------------------------------- | ----------------------------------------------------------- | ----------------------------------------------------------- | ----------------------------------------------------------- | ----------------------------------------------------------- | ----------------------------------------------------------- | ----------------------------------------------------------- | ----------------------------------------------------------- | ----------------------------------------------------------- | ----------------------------------------------------------- | ----------------------------------------------------------- | ----------------------------------------------------------- |
| Maxima istorică °F (°C)                                     | 73 (23)                                                     | 77 (25)                                                     | 83 (28)                                                     | 88 (31)                                                     | 97 (36)                                                     | 104 (40)                                                    | 105 (41)                                                    | 102 (39)                                                    | 98 (37)                                                     | 92 (33)                                                     | 83 (28)                                                     | 78 (26)                                                     | 105 (41)                                                    |
| Maxima medie °F (°C)                                        | 52.0 (11,1)                                                 | 54.6 (12,6)                                                 | 59.6 (15,3)                                                 | 67.0 (19,4)                                                 | 76.3 (24,6)                                                 | 85.7 (29,8)                                                 | 88.9 (31,6)                                                 | 86.1 (30,1)                                                 | 81.4 (27,4)                                                 | 71.7 (22,1)                                                 | 60.5 (15,8)                                                 | 51.5 (10,8)                                                 | 69,6 (20,9)                                                 |
| Minima medie °F (°C)                                        | 23.8 (−4.6)                                                 | 26.4 (−3.1)                                                 | 31.0 (−0.6)                                                 | 36.9 (2,7)                                                  | 45.0 (7,2)                                                  | 52.8 (11,6)                                                 | 60.1 (15,6)                                                 | 58.9 (14,9)                                                 | 51.3 (10,7)                                                 | 39.7 (4,3)                                                  | 29.5 (−1.4)                                                 | 23.4 (−4.8)                                                 | 39,9 (4,4)                                                  |
| Minima istorică °F (°C)                                     | −21 (−29)                                                   | −12 (−24)                                                   | 2 (−17)                                                     | 11 (−12)                                                    | 20 (−7)                                                     | 28 (−2)                                                     | 34 (1)                                                      | 32 (0)                                                      | 26 (−3)                                                     | 13 (−11)                                                    | −1 (−18)                                                    | −9 (−23)                                                    | −21 (−29)                                                   |
| Precipitații inches (mm)                                    | 1.57 (39.9)                                                 | 1.78 (45.2)                                                 | 1.60 (40.6)                                                 | .76 (19.3)                                                  | .49 (12.4)                                                  | .30 (8)                                                     | 2.71 (68.8)                                                 | 3.09 (78.5)                                                 | 1.95 (49.5)                                                 | .98 (24.9)                                                  | 1.08 (27.4)                                                 | 1.44 (36.6)                                                 | 17,75 (450,9)                                               |
| Zăpadă inches (cm)                                          | 2.9 (7.4)                                                   | 3.9 (9.9)                                                   | 2.8 (7.1)                                                   | .6 (1.5)                                                    | 0 (0)                                                       | 0 (0)                                                       | 0 (0)                                                       | 0 (0)                                                       | 0 (0)                                                       | 0 (0)                                                       | .7 (1.8)                                                    | 1.9 (4.8)                                                   | 12,8 (32,5)                                                 |
| Nr. de zile cu precipitații (≥ 0.01 in)                     | 5.7                                                         | 5.9                                                         | 5.9                                                         | 3.4                                                         | 2.9                                                         | 2.0                                                         | 9.5                                                         | 9.9                                                         | 5.8                                                         | 4.0                                                         | 4.2                                                         | 5.0                                                         | 64,2                                                        |
| Nr. mediu de zile cu ninsoare (≥ 0.1 in)                    | 1.1                                                         | 1.1                                                         | 1.0                                                         | .3                                                          | 0                                                           | 0                                                           | 0                                                           | 0                                                           | 0                                                           | 0                                                           | .3                                                          | 1.2                                                         | 5,0                                                         |
| Sursă: NOAA (extreme: 1898–prezent)                         |                                                             |                                                             |                                                             |                                                             |                                                             |                                                             |                                                             |                                                             |                                                             |                                                             |                                                             |                                                             |                                                             |